# Рачковский, Феликс Феликсович
Феликс Феликсович Рачковский (1876 — 1959) —  землевладелец, депутат Государственной думы IV созыва от Ковенской губернии, польский политический деятель.

## Биография
Польский потомственный дворянин. Сын Феликса Максимильяна Рачковского герба Прус (1830—?) и  Зофьи Антонины Матины, урождённой Горской герба Наленч (1843—1930). В 1894 году выпускник Рижского реального училища. После чего поступил в Фрейбергскую горную академию, окончил её в 1898 году, получив степень горного инженера. Затем продолжил изучение геологии в Венском университете. Вернулся в Российскую империю и поселился в родовом имении Вердуле. Стал членом Национально-демократической партии. Занимался развитием сельского хозяйства на собственных землях площадью 650 десятин. Ко времени выборов в Думу оставался холостым (1912).
25 октября 1912 года избран в Государственную думу IV созыва от съезда землевладельцев. Вошёл в группу Западных окраин. Состоял членом думской сельскохозяйственной комиссии, земельной комиссии, финансовой комиссии, продовольственной комиссии и комиссии для рассмотрения законопроектов о замене сервитутов в Варшавском генерал-губернаторстве и в Холмской губернии. Защищал в своих выступлениях национальные права поляков. В апреле-июне 1916 года ездил в Англию, Францию и Италию, будучи включённым в состав российской парламентской делегации Государственной Думы и Государственного совета под председательством А. Д. Пропотопова.
В апреле 1917 года был назначен членом комиссии при Министерстве внутренних дел для пересмотра действующих законоположений по делам римско-католической церкви в России, основываясь на  провозглашенных Временным правительством принципе свободы вероисповедания. 21-26 июля 1917 года участвовал Польского политического съезда в Москве. Был избран, как депутат 4-й Государственной Думы, членом Польской Рады, межпартийного польского объединения. В ней стал членом её Военной комиссии.
Весной 1918 года участник переговоров с генералом Юзефом Халлером в Киеве, где обсуждал с ним вопросы организации польских вооружённых сил на территории бывшей Российской империи.  22 октября 1918 года вошёл, как представитель Польской рады, в состав Главного комитета польской армии на Востоке. Основатель  Комитета объединения восточных окраин за целостность Польши в Вильно. С 8 января 1922 года избран депутатом Виленского сейма. В ноябре 1922 года стал депутатом Польского сейма 1-го созыва. Вошёл в состав комиссии Сейма по государственному строительству, комиссии иностранным делам и аграрной комиссии. В 1927 года член делегации Польши на заседаниях Межпарламентского союза. В 1931 году участвовал 15-м Международном аграрном конгрессе, был там членом комитета пропаганды.

## Семья
Сведений о браке и детях Ф. Ф. Рачковского нет.
- Сестра — Ирэна (1871—1951), замужем за  Станиславом Свида-Полны (Świda-Polny h. Grabie, 1868—1953)[1].
- Сестра — Юзефа (1880—1927), замужем за  Флорианом Свида-Полны (Świda-Polny h. Grabie, 1860—1942)[1].

## Адреса
- 1913—1917 — Санкт-Петербург, Суворовский пр., 36[3]

### Архивы
- Российский государственный исторический архив. Фонд 740. Опись 16. Дело 616. Фонд 1278. Опись 9. Дело 661.